# Hermann Wiggers
Hermann Wiggers (* 7. April 1880 in Sankt Margarethen; † 1968 in Hamburg) war ein deutscher Fußballspieler. Am 18. Juni 1911 bestritt er sein einziges Länderspiel für die A-Nationalmannschaft, die im schwedischen Solna mit 4:2 über die Nationalmannschaft Schwedens gewann, in dem Otto Dumke allein drei Tore erzielte.

## Laufbahn
Wiggers spielte von 1895 bis 1910 für Altona 93, danach bis 1916 für den SC Victoria Hamburg, ehe er nochmals 1916/17 für den AFC aktiv war. Der Abwehrspieler wurde mit Altona mehrmals Meister von Groß-Hamburg und gewann 1908/09 mit dem AFC um den überragenden Spieler Adolf Jäger am 25. April 1909 mit einem 6:3 gegen Eintracht Braunschweig auch die Norddeutsche Meisterschaft. Als Titelverteidiger verlor er mit den schwarz-weiß-rot-gestreiften Jerseyträgern am 3. April 1910 das Halbfinalspiel mit 1:5 gegen Holstein Kiel. Danach schloss er sich Victoria Hamburg an und stand 1912/13 am 25. Mai 1913 erneut im Finale um die Norddeutsche Meisterschaft. Er verlor mit dem Blau-Gelben mit 2:3 gegen Braunschweig.
Seine Berufung in die Nationalmannschaft erfolgte am Ende der ersten Saison bei Victoria, am 18. Juni 1911 in Solna gegen Schweden. Neben dem kurz vor seinem 31. Geburtstag befindlichen Hamburger debütierten auch noch die zwei Angreifer Dumke und Rudolf Droz in der DFB-Auswahl.
Der Verteidiger beendete mit der Saison 1916/17 bei seinem Heimatverein Altona 93 seine aktive Laufbahn. Er wurde nochmals mit Mitspielern wie Adolf Jäger, Waldemar Gilge, Kurt Hilbert und Oskar Lüdecke Meister von Groß-Hamburg.
Auffälligstes Kennzeichen des Abwehrspielers war die Mütze, die er während der Vereinsspiele trug.